# Здание Московского международного торгового банка
Зда́ние Моско́вского междунаро́дного торго́вого ба́нка — московское здание в стиле неоренессанс, расположенное на углу улиц Кузнецкий Мост и Рождественка. Было построено в 1897—1898 годах архитектором Семёном Эйбушицем для Московского международного торгового банка. С 1999 года строение занимал Банк Москвы, который в 2016-м стал частью банка ВТБ.

## История

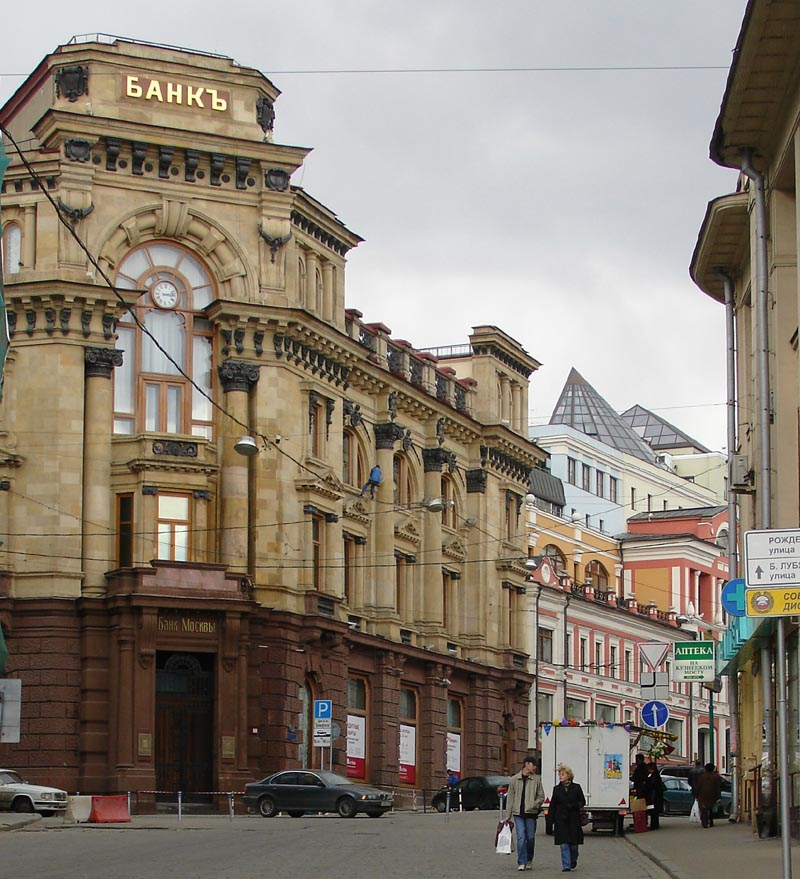
Фасады здания банка со стороны улицы Кузнецкий мост, 2007 год

### Предыстория участка
Согласно переписи 1620 года, часть улицы Рождественки на пересечении с Кузнецким мостом относилась к владениям боярина Ивана Александровича Колтовского. Предположительно, он завещал имение церкви, потому что через восемнадцать лет земля упоминается в переписях как часть архиерейского подворья Суздальского Покровского монастыря. Согласно описям, составленным после Троицкого пожара, подворье перешло в ведение церкви святых Иоакима и Анны. Историк Виктор Васильевич Сорокин указывает, что в конце XVIII века территория относилась к обширным владениям графа Ивана Воронцова. Бо́льшая её часть пустовала, но отдельные участки, вероятно, занимали хозяйственные пристройки.
В XIX веке территорию разделили на два самостоятельных владения. Южная часть принадлежала комиссионеру Ипполиту Петровичу Маскале. После нескольких переуступок она перешла в собственность купца Михаила Семёновича Комарова. В этот период на участке стоял дом в стиле классицизм, украшенный портиком дорического ордера и тремя крыльцами с коваными лестницами.
Северная часть участка изначально находилась во владении французского купца Венцеслава Деллавоса, при котором имение представляло собой каменное двухэтажное здание, окружённое более низкими постройками. В 1809-м усадьбу выкупил капитан Дмитрий Петрович Вердеревской, а затем — надворный советник М. Д. Засецкий. К тому моменту на участке уже располагалось трёхэтажное здание с классическими фасадами и рустированным нижним ярусом. Комаров и Засецкий сдавали первые этажи обоих особняков под магазины. Так, в разное время помещения снимали ювелирные, цветочные, табачные и сапожные лавки, токарная мастерская, салоны одежды Фаоло и Ришара, столовой посуды Франса Гарднера и другие заведения. На территории также действовал музыкальный магазин Максима Эрлангера. Часть усадеб переоборудовали под съёмные квартиры, где проживали доктор Болеслав Млодзиевский, хирург Фёдор Гааг, актёр Леонид Леонидов, директор императорских театров Альберт Бредов.
В 1875-м имения Комарова и Засецкого приобрёл купец Иван Григорьевич Фирсанов, перестроивший южную усадьбу Комарова по проекту архитектора Митрофана Арсеньева. В августе 1876-го в перестроенном особняке начала действовать библиотека А. П. Зубчаниновой, а с 1884-го — книжные магазины Анатолия Мамонтова, в усадьбе функционировало училище Е. Ф. Отто.

### Строительство и использование

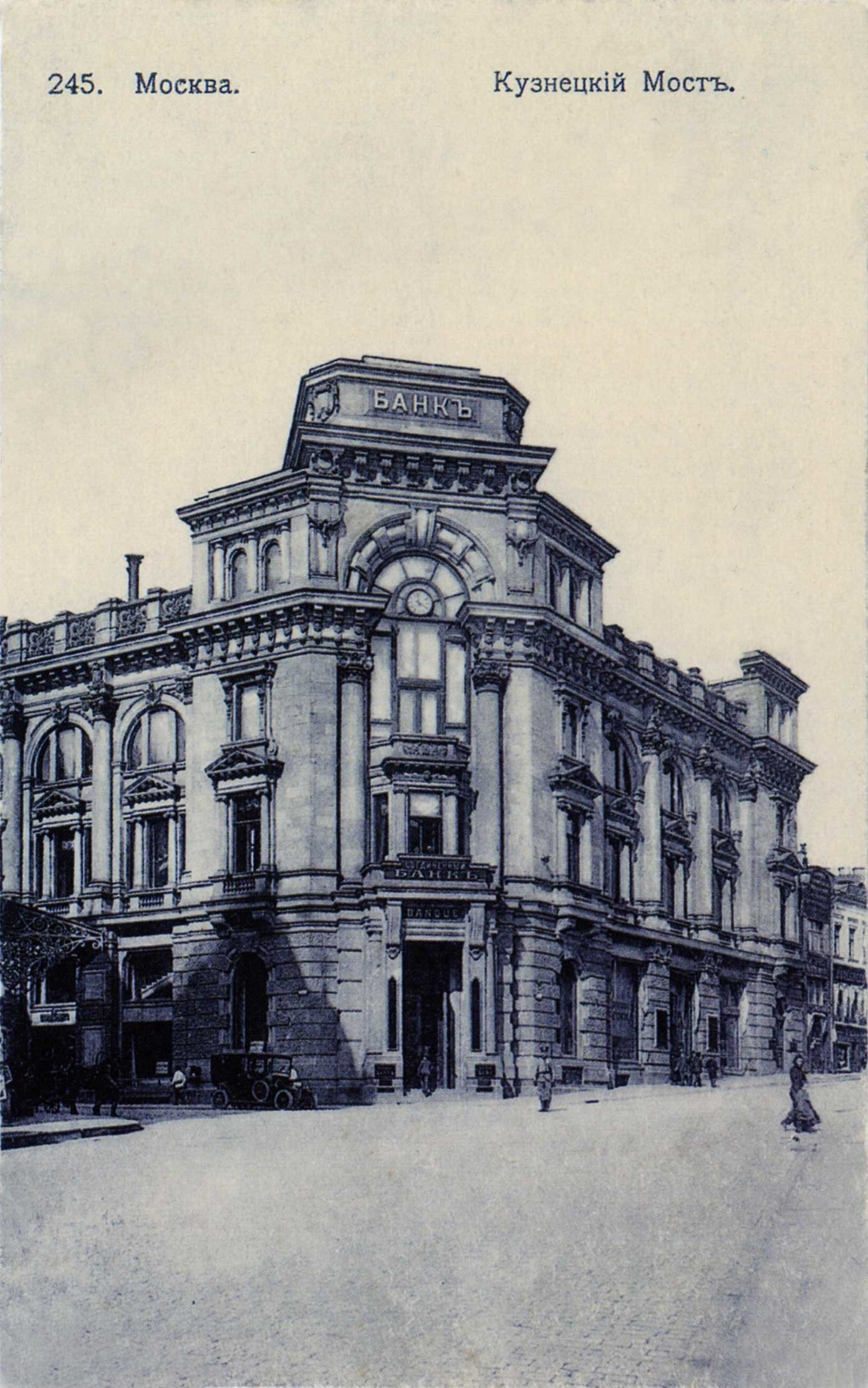
Кузнецкий мост. Здание 'Соединенного банка'. Фото 1909~1914гг.

После смерти Фирсанова имение унаследовала его дочь Вера Ивановна, у которой 18 июля 1895 года участок выкупило руководство Московского международного торгового банка. Стоимость имения Фирсановой общей площадью 998 квадратных саженей составила более 600 тысяч рублей. Созданная на основе Рязанского Торгового банка, организация планировала построить на этом участке здание московской конторы. Оно должно было отличаться монументализмом и богатым декором, чтобы подчёркивать статус нового банка.
Архитектором выступал Семён Эйбушитц, подготовивший проект в стиле неоренессанса с элементами римского барокко. Для устройства операционного зала пригласили инженера
Владимира Шухова, который разработал конструкцию стеклянной крыши — «фонаря». В работах также принимал участие архитектор Александр Ниссельсон. Изначально угол строения на пересечении Рождественки и Кузнецкого моста планировали выделить массивным куполом, но от этой идеи отказались. Строительство началось весной 1897-го, и через год новое здание заняло южную часть прямоугольного владения, образуя закрытый двор со старыми постройками.

В 1909-м Московский международный торговый банк стал частью Соединённого банка, и его правление заняло помещения на Рождественке. В начале XX века на первом этаже здания действовал ресторан, о котором москвовед Татьяна Бирюкова сообщает: 
Самым любопытным и необыкновенным стало питейное заведение под таинственным, не переводимым на русский язык названием — «Квисисано» на Рождественке в доме Московского Международного Торгового банка. Этот новый ресторан занимал два больших зала, при входе в которые публику поражали автоматические буфеты, и особенно полное отсутствие прислуги. В серединах залов были расставлены столы. Справа от входа размещались буфеты с напитками, где на крючках были развешаны рюмки для разных сортов вин. А на ярлычке с названием вина было написано ещё и то, что для его получения следует опустить в автомат две десятикопеечные монеты.
Правление банка стремилось рационально использовать всю принадлежавшую ему землю и сдавало соседние сохранившиеся усадьбы в аренду под магазины, ремесленные лавки и квартиры. В 1914-м на их месте планировали возвести единый семиэтажный доходный дом по проекту архитектора Мариана Перетятковича и инженера Казимира Мешкиса. Но замысел не был осуществлён из-за начавшейся Первой мировой войны.
Согласно декрету «О национализации банков» от 1917 года частные финансовые организации ликвидировали и реорганизовали. Дом на пересечении Кузнецкого моста и Рождественки перешёл в ведение Государственного сельскохозяйственного банка. Позднее в здании также начала действовать Центральная сберегательная касса, в 1959-м помещения третьего этажа занял Государственный институт искусствознания под руководством Игоря Грабаря. В этот период Зал заседаний на втором этаже использовали как читальный. Уже через год институт получил более просторные помещения на улице Кирова. К 1963-му дом на Рождественке занимал Международный банк экономического сотрудничества. В 1980-х годах помещения передали руководству Жилищно-коммунального банка СССР, вскоре его реорганизовали в Акционерный банк содействия предпринимательству. Известно, что на территории комплекса действовал Департамент труда и занятости, где с июня 1989-го функционировала биржа по трудоустройству студентов средних профессиональных заведений. Через десять лет руководство Акционерным предпринимательским банком перешло Банку Москвы, который в 2016-м стал частью банка ВТБ.

## Архитектура

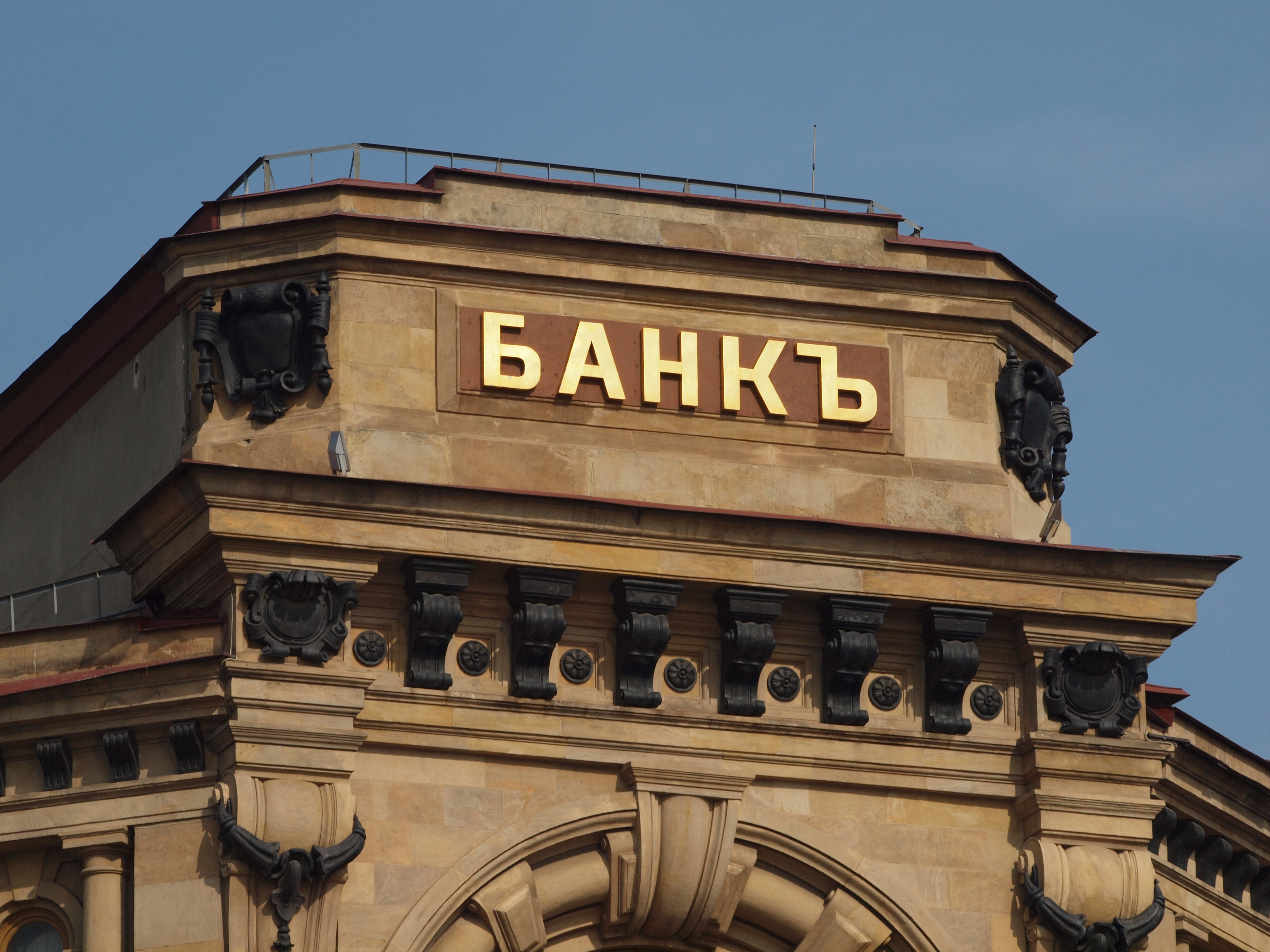
Аттик и карниз главного фасада здания банка, 2018 год

Строение располагается на возвышенной части Кузнецкого переулка и подчёркивает естественный рельеф. Со стороны улицы угол здания скошен и вогнут, что было нехарактерно для архитектуры того времени. Предположительно, Эйбушиц почерпнул идею углового фасада в римском здании Банка Святого Духа. Первый этаж отделан тёмным песчаником и украшен рустом и коринфскими колоннами, над главным входом размещено арочное окно, занимающее два этажа. По бокам оно оформлено колоннами, поддерживающими мощный карниз. Верх строения подчёркнут аттиком с надписью: «Банкъ». Окна вдоль переулка уменьшаются к периферии, что придаёт центральной композиции преувеличенный масштаб.
Задний фасад дома представлен массивным цилиндрическим объёмом, к которому примыкают корпуса вдоль улиц. Такая планировка позволяет рационально использовать угловую часть участка. Через главный вход посетители попадают в вестибюль, декорированный лепниной и колоннами. Из помещения в холл банка ведёт лестница белого мрамора, в здании функционировал лифт, оформленный коваными решётками с растительным орнаментом. Центральную часть первого этажа занимает операционный зал, над которым расположен плоский световой потолок, поддерживаемый восемью трёхчетвертным колоннами, они отделяют двухъярусные открытые галереи. Холл второго этажа украшают люстра с лепниной и витраж, выходящий в Операционный зал. Напротив витража изначально располагался овальный кабинет руководителя банка. Кессонный потолок комнаты расписали альфрейной живописью под дерево, её восстановили во время реставрации 1990-х годов. Стены также отделаны деревянными панелями с резными филёнками. На третьем этаже размещался Зал заседаний, украшенный дубовым витражом с часами. Боковые корпуса занимали кабинеты банковских служащих, куда вели массивные деревянные лестницы.
В 1992—1995 годы в здании проходила масштабная реставрация, во время которой восстановили первоначальный облик фасадов, воссоздали ограду дома и обновили металлический декор здания: капители, карнизы, балясины и другое. При работах над витражом операционного зала создали реплику утраченных ранее часов с двусторонним циферблатом. Световой потолок помещения освободили от железных листов, которыми его закрыли в более ранний период. Во время реконструкции выяснилось, что под вестибюлем здания изначально располагались подвальные помещения, засыпанные позднее. Их удалось восстановить вместе с утраченной после 1982-го парадной лестницей холла. В 2001 году реставраторы провели работы на нижнем этаже операционного зала, где отремонтировали колонны и обновили паркет.

## Реконструкция
Планы реконструкции здания банка и прилегающих домов обсуждались несколько лет. В 2023 году стало известно о подготовке концепции строительства на месте банковского квартала ВТБ на Кузнецком Мосту гостинично-жилого комплекса. На реконструируемой территории предлагалось построить 32,7 тыс м2 недвижимости переменной этажности от 4 до 8 этажей, при этом в большей части нового комплекса планировалось расположить жилые квартиры. В мае 2025 года этажность жилой застройки - от 2 до 10 этажей. В ходе нового строительства историческое здание банка, которое взяли за основу новых строений, сохраняется в неизменном виде. По новому плану предполагается построить 115 квартир, общая площадь нового жилья составит 18 тыс м2 жилья. Кроме того, запланирован паркинг на 170 автомобилей.